# Enrique Rodríguez (rugbista)
Enrique Edgardo Rodríguez (Concordia, 20 de junio de 1952) es un psicólogo y ex–jugador australiano de rugby nacido en Argentina y que se desempeñaba como pilar.

## Carrera
Debutó en la Universidad Nacional de Córdoba Rugby en 1971, llegando al rugby por invitación de sus compañeros estudiantes y en 1978 se trasladó al más competitivo Tala Rugby Club donde posteriormente integraría el mejor equipo cordobés de los años 80, con compañeros como Rodolfo Ambrosio y Hugo Torres, esto le permitió representar también a los Dogos. En 1984 se marchó a Australia para jugar por invitación en el Warringah Rugby Club, no regresaría al tener un excelente desempeño.
Integró a Sudamérica XV en 1980, jugó con los Barbarians y tiene el honor de haber disputado el Centenario de la World Rugby con los mejores jugadores del Mundo de la época.

## Selección nacional
Fue convocado a los Pumas y luego renunció a su selección nativa para jugar con los Wallabies, en medio jugó un partido para la selección de Tahití.

### Participaciones en Copas del Mundo
Participó de Nueva Zelanda 1987 con los Wallabies. Los australianos eran favoritos al título con jugadores como David Campese, Nick Farr-Jones, Simon Poidevin, Andrew Slack y Steve Tuynman; llegaron a semifinales invictos y cayeron con Les Bleus por medio de un try en el último minuto de Serge Blanco, posteriormente perdieron con los Dragones rojos por el tercer puesto. Fue el único mundial que Rodríguez jugó y no marcó puntos.
| Mundial                       | Sede          | Resultado     | PJ | Tries |
| ----------------------------- | ------------- | ------------- | -- | ----- |
| Copa Mundial de Rugby de 1987 | Nueva Zelanda | Cuarto puesto | 3  | 0     |

## Palmarés
- Campeón del Torneo de Córdoba de 1979, 1980, 1981 y 1983.